# Phacelia sabulonum
Phacelia sabulonum là loài thực vật có hoa trong họ Mồ hôi. Loài này được (J.T. Howell) N.D. Atwood mô tả khoa học đầu tiên năm 2003.